# Bolitophila bimaculata
Bolitophila bimaculata är en tvåvingeart som beskrevs av Zetterstedt 1838. Bolitophila bimaculata ingår i släktet Bolitophila och familjen smalbensmyggor. Arten är reproducerande i Sverige. Inga underarter finns listade i Catalogue of Life.